# Bart el temerario
«Bart el temerario» —título original: «Bart the Daredevil»— es el octavo episodio de la segunda temporada de la serie animada Los Simpson, estrenado el 6 de diciembre de 1990. Fue escrito por Jay Kogen y Wallace Wolodarsky, y dirigido por Wes Archer. En el episodio, Bart se convierte en un temerario tras ver a uno en un rally al que acudió junto con su familia, aunque esta le advierte de que no es buena idea. No obstante, Bart sigue intentándolo hasta que finalmente desiste de ello tras ver a Homer golpearse cuando se lanzaba con un monopatín.
Este episodio fue el favorito del creador de la serie, Matt Groening; de hecho, la mayoría de los críticos que observaron la secuencia lo aclamaron. También contiene una de las escenas que más se han utilizado en otros episodios de la serie a lo largo de su historia. Además, en este capítulo hizo su debut el Dr. Hibbert, médico de Springfield y uno de los personajes más recurrentes de Los Simpson.

## Sinopsis
El episodio comienza con Bart, Lisa y sus amigos viendo lucha libre profesional en casa, y simultáneamente Homer en la taberna de Moe. Tras acudir a un concierto de Lisa en la escuela primaria de Springfield, la familia Simpson va a un rally en el que destaca el Truck-o-Saurus —en España, Camionosaurio; en Latinoamérica, Autosaurio—, un robot en forma de dinosaurio gigante que finalmente destroza el coche de la familia. Al final del espectáculo actuaba Lance Murdock, un hombre que desafiaba a la muerte y que era reconocido como «el mejor temerario del mundo». A pesar de que la intervención le deja gravemente herido e internado en un hospital, Bart queda alucinado con su actuación y sueña con ser un temerario. No obstante, el niño se hiere en el primer intento con su monopatín, por lo que el Dr. Hibbert le enseña en el hospital una sala entera de jóvenes que también se lesionaron por hacer actos peligrosos. Sin embargo, Bart continúa persiguiendo su interés de convertirse en temerario ahora con intentar saltar una piscina y a Homer tumbado en una hamaca. Posteriormente, en una visita escolar al cañón de Springfield, Bart anuncia que el sábado lo saltará. Lisa habla con Bart para que vaya al hospital a ver a Murdock, con tal de que este último le diga lo peligroso que es lo que quiere hacer, pero, de forma inesperada, el temerario le anima a que continúe con su legado, a pesar de que Homer también le dijo que era muy arriesgado.
Incluso después de castigarle, pidiéndoselo varias veces y una charla de «corazón a corazón» con Homer, Bart va al cañón y lo intenta saltar. Homer consigue pararle en el último momento y decide que él mismo lo hará para mostrarle a su hijo lo innecesario que es ponerse en peligro sin ningún motivo. Es ahí cuando Bart se retracta y le promete a su padre que no volverá a ser un temerario. Ambos se reconcilian y abrazan, pero Homer, que estaba subido en el monopatín, rueda por una colina y vuela sobre el desfiladero. Aunque brevemente parecía que Homer iba a conseguir cruzarlo con éxito, pierde empuje a mitad del trayecto y se precipita hasta el fondo. Un helicóptero comienza a subirle, mientras golpea su cabeza varias veces con la pared del cañón hasta que es metido en una ambulancia. Inesperadamente, el vehículo se estrella unos segundos después con un árbol, y la camilla donde estaba Homer sale despedida por detrás y cae de nuevo al cañón. Finalmente, el padre es transportado al hospital y es ubicado en la misma habitación que Murdock, donde le dice: «¿Tú crees que tienes agallas? ¡Intenta criar a mis niños!».

## Producción

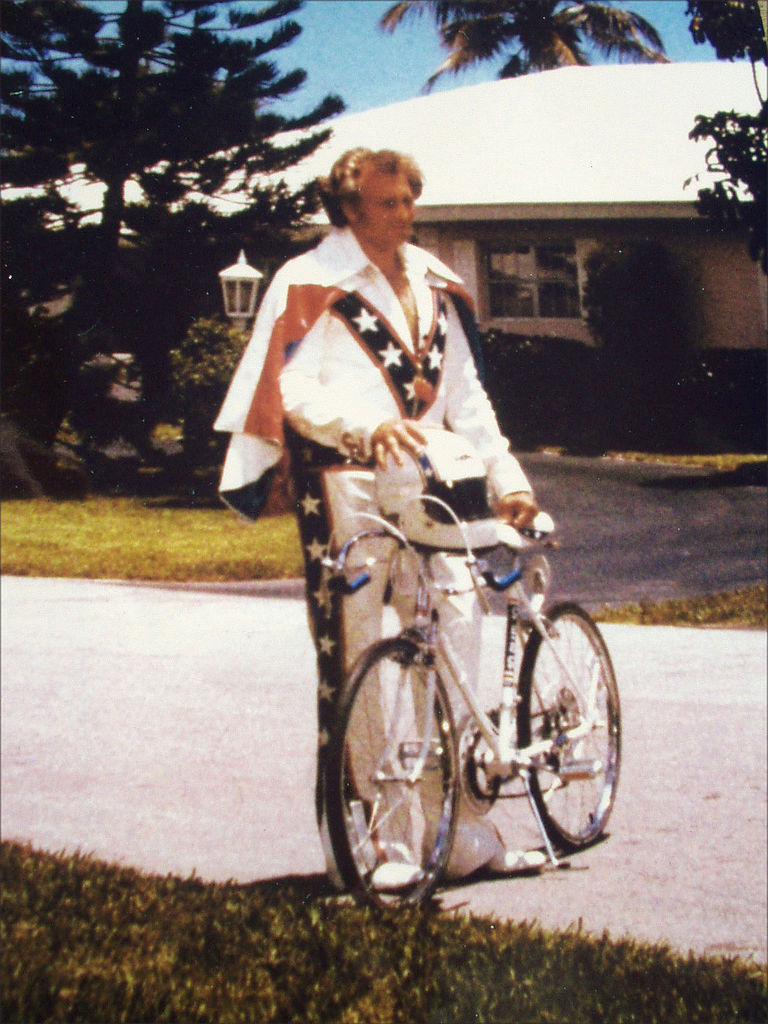
Para realizar a Lance Murdock, los guionistas se basaron en Evel Knievel (en la imagen), un temerario en motocicleta estadounidense.

El episodio fue escrito por Jay Kogen y Wallace Wolodarsky, y dirigido por Wes Archer. El papel de Lance Murdock se basó en Evel Knievel, un temerario con motocicleta y famoso artista en los Estados Unidos y otros lugares entre finales de los años 1960 y principios de los 1980. Kogen, Wolodarsky y otros miembros del personal de la serie eran seguidores de las acciones acrobáticas de Knievel. Por su parte, Wolodarsky calificó a «Bart el temerario» como su favorito entre todos los que escribió para Los Simpson, porque era «querido y cercano a [su] corazón». El Dr. Hibbert hizo su primera aparición en la serie en este episodio. En el guion original de Kogen y Wolodarsky, Hibbert era una mujer llamada Julia Hibbert, cuyo nombre fue tomado de la actriz cómica Julia Sweeney —Hibbert fue su apellido mediante el matrimonio—. Cuando la FOX movió a Los Simpson al horario de máxima audiencia de los jueves para competir con el programa más visto de la NBC, The Cosby Show, los guionistas convirtieron a Hibbert en una parodia del Dr. Cliff Huxtable, el personaje de Bill Cosby.
A su vez, el capítulo ha sido mencionado en numerosas ocasiones en episodios recopilatorios y analepsis a lo largo de la serie. Particularmente, el momento en el que Homer cae en picado por el cañón ha sido uno de los videoclips más usados. En esa escena, montado en un monopatín, Homer se estrella contra el fondo del cañón —donde el monopatín le cae en la cabeza—, pero una vez rescatado vuelve a caer luego de que su ambulancia choca con un árbol. En «The Blunder Years», de la decimotercera temporada, cuando la familia intenta descubrir por qué Homer no puede parar de chillar tras ser hipnotizado, recuerda el salto por la garganta, hasta que Lisa le interrumpe al decir: «Todos estamos cansados de ese recuerdo», debido a que ya había salido varias veces en momentos anteriores. La primera vez que esa escena fue introducida en otro episodio fue en  «So It's Come to This: A Simpsons Clip Show» de la cuarta temporada. Cuando el videoclip se está mostrando en ese capítulo, se añadió un metraje adicional en el que se despeña por segunda vez y le cae la camilla en la cabeza. En contra del pensamiento popular, la segunda caída de la ambulancia —que acaba con Homer golpeado por la camilla— no fue una escena eliminada de «Bart el temerario», sino una adición exclusiva para el episodio de la cuarta temporada.
Asimismo, esta escena también fue usada para recrear una similar en «Treehouse of Horror XIII», de la decimocuarta temporada, cuando un gran número de clones de Homer caen a un precipicio. «Bart el temerario» sirvió también de inspiración para una escena en Los Simpson: la película (2007), en la que Bart y Homer saltan por encima del cañón de Springfield en una motocicleta, y cuando alcanzan el otro lado se puede ver la ambulancia de este episodio en el fondo —aún destrozada por el árbol—.

## Referencias culturales

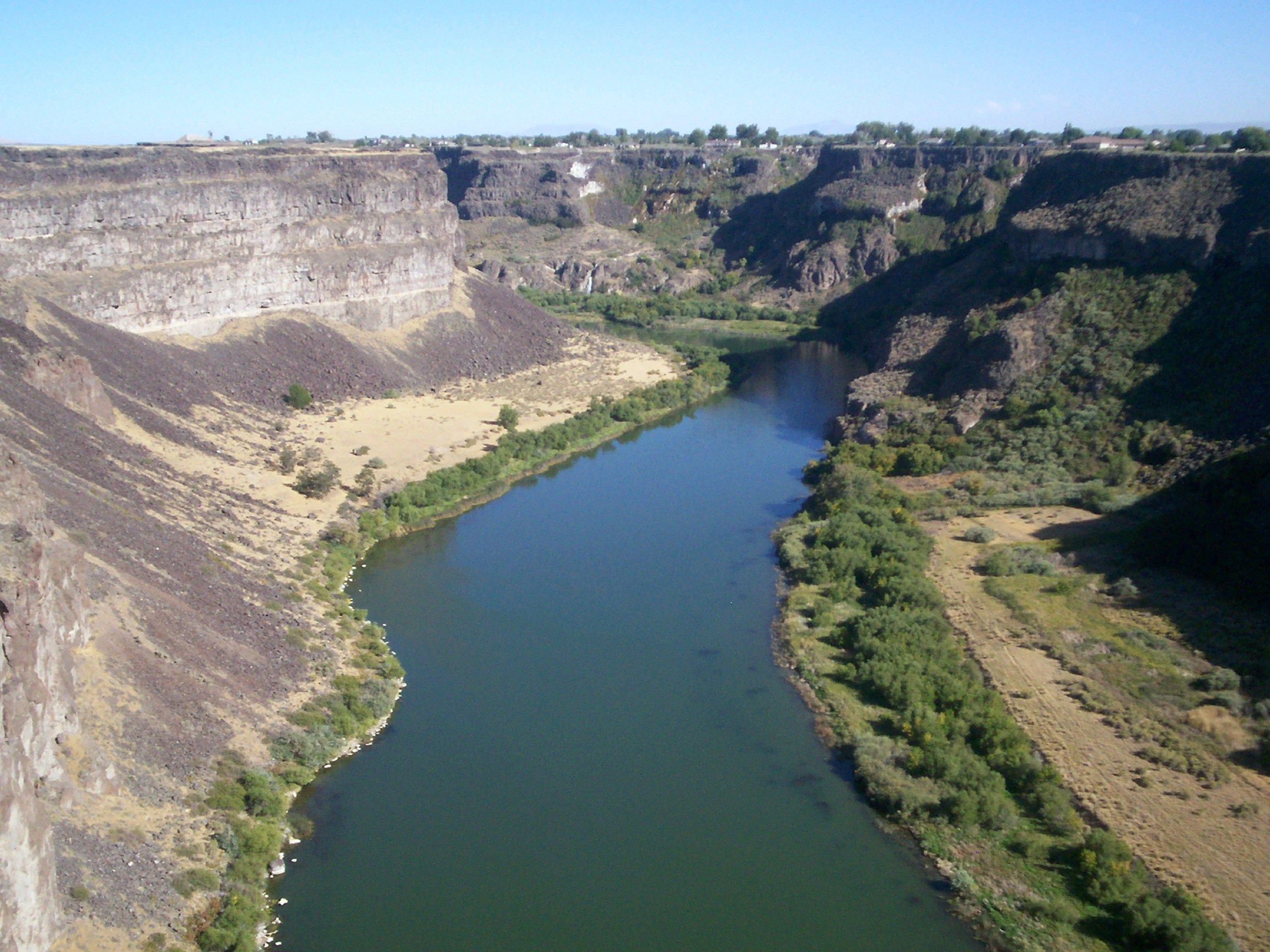
El intento de Bart de saltar sobre el cañón de Springfield es una referencia a un intento de Evel Knievel de saltar el cañón del Río Snake, en Idaho (en la imagen).